# Tito Ortiz
Jacob Christopher Ortiz, meglio conosciuto come Tito Ortiz (Huntington Beach, 23 gennaio 1975), è un ex lottatore di arti marziali miste e wrestler statunitense.
È stato uno dei campioni più vincenti nella storia della UFC, avendo difeso la cintura dei pesi mediomassimi per cinque volte dal 2000 al 2003, vincendo il titolo contro Wanderlei Silva per poi perderlo contro Randy Couture; ha lottato per il titolo anche nel 1999 contro Frank Shamrock e nel 2006 contro Chuck Liddell, venendo però sconfitto in entrambi i casi. Ha inoltre fatto da allenatore nella terza e nell'undicesima stagione del reality show The Ultimate Fighter e nel 2012 è stato introdotto nella Hall of Fame della federazione. 
Successivamente si è dedicato al wrestling professionistico nella TNA per poi tornare alle MMA nella federazione rivale della UFC, la Bellator MMA, dove nel 2017 ha annunciato il ritiro. 
Nel grappling vanta un terzo posto nella prestigiosa competizione ADCC Submission Wrestling World Championship nel 2000 nella categoria fino ai 99 kg.

## Biografia
Ortiz proviene da una famiglia di origini messicane e hawaiane e ha tre fratellastri maggiori, nati dal precedente matrimonio della madre.
Ha avuto un'infanzia e un'adolescenza molto difficili: i genitori erano entrambi eroinomani e divorziarono quando aveva tredici anni; a sette anni cominciò a vendere il pesce pescato da lui stesso al molo per mantenersi mentre a diciotto anni sua madre lo cacciò di casa, trovandosi costretto a vivere con un suo fratello mentre lavorava. Lo stesso Tito è stato coinvolto nel giro delle gang e ha avuto problemi con la legge e di dipendenza fino ai diciannove anni, quando sotto la guida del suo allenatore Paul Herrera si classificò quarto nel campionato di Stato dopo aver cominciato a praticare lotta libera alla Huntington Beach High School. Successivamente lottò all'Università della California e si allenò anche con il futuro campione NCAA Stephen Neal e Tank Abbott.
Il 17 marzo 2009 è diventato padre di due gemelli, nati dalla relazione con l'ex pornostar Jenna Jameson. Ha anche un altro figlio, nato dal precedente matrimonio.
È noto nel mondo delle MMA per l'atteggiamento da bad boy tenuto per gran parte della sua carriera e di cui costituisce prova evidente la "faida" avuta con il gruppo di allenamenti tenuto dai fratelli Shamrock, il Lion's Den, e con Chuck Liddell.

## Carriera nelle arti marziali miste

### Ultimate Fighting Championship
Ortiz esordisce nelle arti marziali miste a UFC 13, nel 1997, battendo nel primo match di un torneo Wes Albittron prima di perdere al turno successivo contro Guy Mezger.
Dopo tre vittorie consecutive, per Ortiz arriva il momento di puntare a qualcosa di più importante: il 24 settembre 1999 sfida Frank Shamrock per il titolo dei pesi medi venendo però sconfitto; il 14 aprile 2000 sfida allora Wanderlei Silva per il titolo dei mediomassimi vincendo il match per decisione unanime.
Tito difese il titolo contro Yuki Kondo, Evan Tanner, Elvis Sinosic, Vladimir Matyushenko e Ken Shamrock prima di perderlo contro Randy Couture il 26 settembre 2003; perse poi contro Chuck Liddell prima di inanellare cinque vittorie consecutive che lo portano a ottenere un match valido per il titolo dei mediomassimi detenuto proprio da Liddell. Anche questa volta, però, Ortiz esce sconfitto dal confronto.
Il 7 luglio 2007 pareggia il match contro Rashad Evans mentre il 24 maggio 2008 è stato sconfitto da Lyoto Machida; dopo questo match ha lasciato la UFC a seguito di dissapori con il presidente Dana White e ha approfittato del periodo di pausa per operarsi alla schiena (alla quale soffriva di forti dolori da diverso tempo). Dopo un chiarimento con White firmò un nuovo contratto e tornò a combattere nel 2009; da quel momento, tuttavia, incominciò il declino inanellando una serie di sconfitte contro lottatori al vertice della categoria come Forrest Griffin, Matt Hamill, Antônio Rogério Nogueira e Rashad Evans, riuscendo però a sconfiggere per sottomissione il promettente Ryan Bader.
Si ritira una prima volta il 7 luglio 2012 all'evento UFC 148, dove viene sconfitto ai punti nel rematch contro Forrest Griffin. Al termine della serata viene ufficialmente inserito nella Hall of Fame della federazione.

### Bellator
Lasciata la UFC svolge per qualche tempo il ruolo di manager per alcuni lottatori, tra cui Cris Cyborg e Jessica Penne, ma nell'agosto 2013 torna a combattere firmando un contratto con la Bellator. Al suo primo incontro avrebbe dovuto affrontare un altro ex campione UFC, Quinton "Rampage" Jackson, nel main event di Bellator CVI: questo avrebbe dovuto essere il primo pay-per-view nella storia della promozione, ma una frattura al collo subita proprio da Ortiz causò l'annullamento dell'incontro e l'intero evento venne proposto su un canale televisivo non a pagamento.
Il debutto in Bellator avviene nel maggio 2014 e questa volta il primo PPV della Bellator non trova ostacoli: Ortiz affronta il campione dei pesi medi Aleksandr Šlemenko e a sorpresa lo sconfigge per sottomissione durante il primo round. Il 15 novembre affrontò un'altra ex star della UFC, Stephan Bonnar, vincendo per decisione non unanime.
Nel giugno 2015 avrebbe dovuto affrontare Liam McGeary per il titolo dei pesi mediomassimi; l'incontro venne successivamente spostato a settembre dello stesso anno. Tito perse l'incontro per sottomissione al primo round.
Il 21 gennaio 2017 affronta un altro grande ex della UFC, Chael Sonnen, che ai tempi del college lo aveva battuto in un incontro di lotta libera. Ortiz riesce a imporsi al primo round tramite rear-naked choke e subito dopo annuncia il suo ritiro.

### Golden Boy Promotions
Nell'agosto del 2018 la Golden Boy Promotions, federazione di MMA presieduta dall'ex campione del mondo di pugilato Oscar De La Hoya, ha annunciato che Ortiz avrebbe abbandonato il ritiro per combattere una terza volta contro il suo storico rivale Chuck Liddell. L'incontro si è tenuto il 24 novembre e ha visto Ortiz vincere per la prima volta contro The Iceman, mandandolo KO alla prima ripresa.

## Risultati nelle arti marziali miste
| Risultato | Record  | Avversario               | Metodo                                               | Evento                                     | Data              | Round | Tempo | Luogo                        | Note                                                                       |
| --------- | ------- | ------------------------ | ---------------------------------------------------- | ------------------------------------------ | ----------------- | ----- | ----- | ---------------------------- | -------------------------------------------------------------------------- |
| Vittoria  | 21-12-1 | Alberto Del Rio          | Sottomissione (rear-naked choke)                     | Combate Americas 51:Tito vs Alberto        | 7 dicembre 2019   | 1     | 3:10  | McAllen, Texas               |                                                                            |
| Vittoria  | 20-12-1 | Chuck Liddell            | KO (pugno)                                           | Golden Boy Promotions: Liddell vs. Ortiz 3 | 24 novembre 2018  | 1     | 4:24  | Inglewood, Stati Uniti       |                                                                            |
| Vittoria  | 19-12-1 | Chael Sonnen             | Sottomissione (rear-naked choke)                     | Bellator 170                               | 21 gennaio 2017   | 1     | 2:03  | Inglewood, Stati Uniti       |                                                                            |
| Sconfitta | 18-12-1 | Liam McGeary             | Sottomissione (strangolamento a triangolo invertito) | Bellator 141: Dynamite                     | 19 settembre 2015 | 1     | 4:41  | San Jose, Stati Uniti        | Per il titolo dei pesi mediomassimi Bellator                               |
| Vittoria  | 18-11-1 | Stephan Bonnar           | Decisione (non unanime)                              | Bellator CXXXI                             | 15 novembre 2014  | 3     | 5:00  | San Diego, Stati Uniti       |                                                                            |
| Vittoria  | 17-11-1 | Alexander Shlemenko      | Sottomissione tecnica (triangolo di braccio)         | Bellator CXX                               | 17 maggio 2014    | 1     | 2:27  | Southaven, Stati Uniti       | Debutto in Bellator MMA                                                    |
| Sconfitta | 16-11-1 | Forrest Griffin          | Decisione (unanime)                                  | UFC 148: Silva vs. Sonnen II               | 7 luglio 2012     | 3     | 5:00  | Las Vegas, Stati Uniti       | Fight of the Night                                                         |
| Sconfitta | 16-10-1 | Antônio Rogério Nogueira | KO Tecnico (pugni e gomitate)                        | UFC 140: Jones vs. Machida                 | 10 dicembre 2011  | 1     | 3:15  | Toronto, Canada              |                                                                            |
| Sconfitta | 16-9-1  | Rashad Evans             | KO Tecnico (ginocchiata e pugni)                     | UFC 133: Evans vs. Ortiz 2                 | 6 agosto 2011     | 2     | 4:48  | Filadelfia, Stati Uniti      | Fight of the Night                                                         |
| Vittoria  | 16-8-1  | Ryan Bader               | Sottomissione (ghigliottina)                         | UFC 132: Cruz vs. Faber 2                  | 2 luglio 2011     | 1     | 1:56  | Las Vegas, Stati Uniti       | Submission of the Night                                                    |
| Sconfitta | 15–8–1  | Matt Hamill              | Decisione (unanime)                                  | UFC 121: Lesnar vs. Velasquez              | 23 ottobre 2010   | 3     | 5:00  | Anaheim, Stati Uniti         |                                                                            |
| Sconfitta | 15–7–1  | Forrest Griffin          | Decisione (non unanime)                              | UFC 106: Ortiz vs. Griffin 2               | 21 novembre 2009  | 3     | 5:00  | Las Vegas, Stati Uniti       |                                                                            |
| Sconfitta | 15–6–1  | Lyoto Machida            | Decisione (unanime)                                  | UFC 84: Ill Will                           | 24 maggio 2008    | 3     | 5:00  | Las Vegas, Stati Uniti       |                                                                            |
| Parità    | 15-5-1  | Rashad Evans             | Parità                                               | UFC 73: Stacked                            | 7 luglio 2007     | 3     | 5:00  | Sacramento, Stati Uniti      | Ortiz venne penalizzato di un punto per essersi aggrappato alla recinzione |
| Sconfitta | 15-5    | Chuck Liddell            | KO tecnico (pugni)                                   | UFC 66: Liddell vs. Ortiz 2                | 30 dicembre 2006  | 3     | 3:59  | Las Vegas, Stati Uniti       | Per il titolo dei pesi mediomassimi UFC, Fight of the Night                |
| Vittoria  | 15-4    | Ken Shamrock             | KO tecnico (pugni)                                   | Ortiz vs Shamrock 3 - The Final Chapter    | 10 ottobre 2006   | 1     | 2:22  | Hollywood, Stati Uniti       | KO of the Night                                                            |
| Vittoria  | 14-4    | Ken Shamrock             | KO tecnico (gomitate)                                | UFC 61: Bitter Rivals                      | 8 luglio 2006     | 1     | 1:18  | Las Vegas, Stati Uniti       |                                                                            |
| Vittoria  | 13-4    | Forrest Griffin          | Decisione (non unanime)                              | UFC 59: Reality Check                      | 15 aprile 2006    | 3     | 5:00  | Anaheim, Stati Uniti         | Fight of the Night                                                         |
| Vittoria  | 12-4    | Vítor Belfort            | Decisione (non unanime)                              | UFC 51: Super Saturday                     | 5 febbraio 2005   | 3     | 5:00  | Las Vegas, Stati Uniti       |                                                                            |
| Vittoria  | 11-4    | Patrick Côté             | Decisione (unanime)                                  | UFC 50: The War of '04                     | 22 ottobre 2004   | 3     | 5:00  | Atlantic City, Stati Uniti   |                                                                            |
| Sconfitta | 10-4    | Chuck Liddell            | KO (pugni)                                           | UFC 47: It's On!                           | 2 aprile 2004     | 2     | 0:38  | Las Vegas, Stati Uniti       |                                                                            |
| Sconfitta | 10-3    | Randy Couture            | Decisione (unanime)                                  | UFC 44: Undisputed                         | 26 settembre 2003 | 5     | 5:00  | Las Vegas, Stati Uniti       | Perde il titolo dei pesi mediomassimi UFC                                  |
| Vittoria  | 10-2    | Ken Shamrock             | KO tecnico (stop dall'angolo)                        | UFC 40: Vendetta                           | 22 novembre 2002  | 3     | 5:00  | Las Vegas, Stati Uniti       | Difende il titolo dei pesi mediomassimi UFC                                |
| Vittoria  | 9-2     | Vladimir Matyushenko     | Decisione (unanime)                                  | UFC 33: Victory in Vegas                   | 28 settembre 2001 | 5     | 5:00  | Las Vegas, Stati Uniti       | Difende il titolo dei pesi mediomassimi UFC                                |
| Vittoria  | 8-2     | Elvis Sinosic            | KO tecnico (pugni e gomitate)                        | UFC 32: Showdown in the Meadowlands        | 29 giugno 2001    | 1     | 3:32  | East Rutherford, Stati Uniti | Difende il titolo dei pesi mediomassimi UFC                                |
| Vittoria  | 7-2     | Evan Tanner              | KO (body slam)                                       | UFC 30: Battle on the Boardwalk            | 23 febbraio 2001  | 1     | 0:30  | Atlantic City, Stati Uniti   | Difende il titolo dei pesi mediomassimi UFC                                |
| Vittoria  | 6-2     | Yuki Kondo               | Sottomissione (cobra choke)                          | UFC 29: Defense of the Belts               | 16 dicembre 2000  | 1     | 1:51  | Tokyo, Giappone              | Difende il titolo dei pesi mediomassimi UFC                                |
| Vittoria  | 5-2     | Wanderlei Silva          | Decisione (unanime)                                  | UFC 25: Ultimate Japan 3                   | 14 aprile 2000    | 5     | 5:00  | Tokyo, Giappone              | Vince il titolo dei pesi mediomassimi UFC                                  |
| Sconfitta | 4-2     | Frank Shamrock           | KO Tecnico (sottomissione ai pugni)                  | UFC 22: There Can Be Only One Champion     | 24 settembre 1999 | 4     | 4:42  | Lake Charles, Stati Uniti    | Per il titolo dei pesi mediomassimi UFC                                    |
| Vittoria  | 4-1     | Guy Mezger               | KO tecnico (pugni)                                   | UFC 19:Ultimate Young Guns                 | 3 marzo 1999      | 1     | 9:56  | Bay St. Louis, Stati Uniti   |                                                                            |
| Vittoria  | 3-1     | Jerry Bohlander          | KO tecnico (ferita)                                  | UFC 18: Road to the Heavyweight Title      | 8 gennaio 1999    | 1     | 14:31 | New Orleans, Stati Uniti     |                                                                            |
| Vittoria  | 2-1     | Jeremy Screeton          | KO Tecnico (sottomissione alle ginocchiate)          | West Coast NHB Championships 1             | 8 dicembre 1998   | 1     | 0:16  | Los Angeles, Stati Uniti     |                                                                            |
| Sconfitta | 1-1     | Guy Mezger               | Sottomissione (ghigliottina)                         | UFC 13: The Ultimate Force                 | 30 maggio 1997    | 1     | 3:00  | Augusta, Stati Uniti         | Torneo dei pesi leggeri UFC 13, finale                                     |
| Vittoria  | 1-0     | Wes Albritton            | KO tecnico (pugni)                                   | UFC 13: The Ultimate Force                 | 30 maggio 1997    | 1     | 0:31  | Augusta, Stati Uniti         | Torneo dei pesi leggeri UFC 13, ripescaggio                                |

## Nel wrestling

### Mosse Finali e Caratteristiche
- Tito Special (Combinazione consecutiva di pugni, ginocchiate e gomitate)
- Tringle Armbar
- Ghigliottina
- Cobra Choke
- Knee Lift - Consecutivi
- Overhead Belly To Belly Suplex
- Variazioni di Kick:
  - Roundhouse Kick
  - Spinning Heel Kick - Restando in piedi
  - Spinning Toe Kick
  - Knee Lift - Su un avversario in piedi, di solito al mento e/o al volto

## Film
Tito Ortiz è apparso nel film del 2003 Amici x la morte diretto da Andrzej Bartkowiak, con Jet Li e il rapper DMX.

## Videogiochi
Appare anche nel videogioco Razor Freestyle Scooter, come uno dei personaggi giocabili.